# Hépatite de Rubarth
L'hépatite de Rubarth, encore appelée maladie de Rubarth, hépatite contagieuse canine ou adénovirose canine, est une affection contagieuse et virulente du chien, également observée chez le renard, le loup, le coyote, l'ours, le lynx et chez certains pinnipèdes. Dans les pays où les propriétaires d'animaux de compagnie ont adopté la prévention vaccinale, la maladie passe le plus souvent inaperçue. Lorsqu'elle se déclare, elle s'exprime surtout chez les jeunes sujets, où elle se manifeste par des symptômes digestifs et oculaires.

## Physiopathologie
La maladie est causée par un adénovirus (adénovirus canin de type 1 ou CAV-1). La contagion, directe ou indirecte, intervient par l'intermédiaire de l'urine, de la salive, des fèces de chiens infectés. Les animaux guéris continuent à éliminer le virus dans leurs urines pendant plusieurs mois. Le virus est résistant à la congélation, à l'éther, aux acides et au formaldéhyde. Il peut survire plusieurs jours dans le milieu extérieur, mais il est inactivé par la chaleur ou par une solution d'eau de Javel.
Le virus se dissémine par voie sanguine pour infecter l'endothélium vasculaire ainsi que les parenchymes hépatique, rénal et pulmonaire. Des réactions immunitaires expliquent les séquelles rénales et oculaires (cornée bleutée) chez les sujets guéris.

## Diagnostic

### Symptômes
Après une incubation de trois à six jours, les symptômes se déclarent, allant d'une simple fièvre, souvent disphasique jusqu'à une issue fatale (10 à 30 % des cas, plus chez les très jeunes chiens, surtout si l'infection est combinée à la parvovirose ou à la maladie de Carré).
Les signes principaux sont l'apathie, l'anorexie, la conjonctivite, des écoulements oculaires et nasaux, parfois des douleurs abdominales localisées dans la région hépatique, de la diarrhée et des vomissements. L'atteinte hépatique est suffisamment grave pour provoquer des troubles de la coagulation, mais l'ictère est le plus souvent absent. On peut observer des pétéchies sur la muqueuse buccale, un œdème de la tête, du cou et du tronc,.
La maladie peut revêtir une forme foudroyante (débouchant en 72 heures sur un état de choc et la mort), une forme grave (mais non létale, la plus fréquente), une forme clinique légère ou une forme inapparente (subclinique),.
Dans sa forme typique, la maladie se caractérise par son apparition brutale et l'association de symptômes gastro-entérologiques avec des troubles de la coagulation.

### Examens complémentaires
Les signes cliniques ne sont pas toujours aussi parlants et il est parfois difficile de distinguer l'hépatite de Rubarth de la maladie de Carré. Au laboratoire, la PCR, aujourd'hui disponible, permet de confirmer la présence de CAV-1.

## Prise en charge
S'agissant d'une infection virale, seul un traitement symptomatique peut être mis en place, afin de limiter les surinfections, maintenir les équilibres hydro-électrolytiques, et contrôler les hémorragies. L'intérêt de la sérothérapie est limité aux toutes premières heures de l'infection. Une transfusion sanguine peut s'avérer nécessaire dans les cas les plus graves.

## Prévention
Seule la vaccination, généralement associée au vaccin contre la maladie de Carré et la parvovirose, assure une prévention efficace. Des vaccins vivants modifiés contre l'hépatite de Rubarth sont disponibles. Les chiots sont ainsi primo-vaccinés à partir de 9-12 semaines, en 2 injections à un mois d'intervalle, pour ne pas interférer avec l'immunité prodiguée par leur mère. On a relevé l'apparition d'opacités cornéennes, ainsi que l'élimination du virus dans les urines à la suite de l'administration de vaccins atténués à base de CAV-1. Pour cette raison ce type de vaccin est désormais préparé avec le CAV-2 (responsable de la toux de chenil), qui assure une immunité croisée et ne présente pas ces inconvénients. L'immunité conférée est dans tous les cas excellente. Les rappels sont traditionnellement administrés à un rythme annuel.

## Législation
En France, la loi du 22 juin 1989 classe l'hépatite de Rubarth parmi les vices rédhibitoires chez le chien.